# Comuna Copenhaga
Comuna Copenhaga (Københavns Kommune) este o comună din regiunea Hovedstaden, Danemarca, cu o suprafață totală de 86,2 km² și o populație de 569.557 de locuitori (2014).